# アレクサンドル・クレイン
アレクサンドル・アブラモヴィチ・クレイン（ロシア語: Александр Абрамович Крейн；ラテン文字転写：Alexander Abramovich Krein、1883年10月20日 ニジニー・ノヴゴロド – †1951年4月21日 スタラヤ・ルーサ) はロシア帝国末期から活躍したソビエト連邦の作曲家。ユダヤ系である。

## 経歴
生い立ち
1883年、ロシア帝国・ニジニー・ノヴゴロドで生まれた。父アブラムは、1870年にリトアニアからロシアにやってきた有名なフィドル弾きで、人気のあるユダヤのクレツマー音楽の代表者であった。アブラムの7人の子供はみな父親から最初音楽教育を受けて音楽家になった。1896年に14歳でモスクワ音楽院に入学。チェロをアレクサンダー・フォン・グレーンに、作曲をセルゲイ・タネーエフとボレスラフ・ヤヴォルスキーに師事した。処女作は1901年にユルゲンソン出版社より刊行されている。
音楽院卒業後
1905年に創設されたばかりのモスクワ人民音楽学校の教員となり、1917年のロシア革命直前までその任にあった。1917年の革命後は、新設の教育制度人民委員の音楽部局である、ムゾ＝ナルコムプロス芸術部門の監督に任命された。1920年代を通してアレクサンドル・クレインは、兄グリゴリーや甥ユリアンと同様に、ロシアにおけるユダヤ楽派の指導者と看做されていた。ソ連作曲家同盟が設立されると、国家の芸術政策による官職に就いた。
1951年、スタラヤ・ルーサにて死去。

## 家族・親族
- 父：アブラム・クレインはフィドル弾き。
- 兄：ダヴィド・クレインは高名なヴァイオリニスト。
- 兄：グリゴリー・クレインは作曲家である。
- 甥：グリゴリーの子、ユリアン・クレインも作曲家になった。
- 甥：エフゲン・クレインはヴァイオリニスト、作曲家。北澤栄と結婚して日本に住み、日本における西洋音楽普及と後進の育成に貢献した。

## 作曲様式
クレイン家の3人の作曲家の中では、アレクサンドルが最も多種多彩な作品を遺したが、現在ではレパートリーから外されてしまっている。
アレクサンドル・クレインは、ユダヤ音楽の聖俗の両要素を、比較的モダンな音楽語法と統合させたため、フランス印象主義音楽や、友人アレクサンドル・スクリャービンの影響が認められる。クレイン自身のユダヤの血筋は、しばしば霊感の源になった。一連の器楽曲の題名がその好例である（クラリネット五重奏曲《ユダヤのスケッチ》作品12や《ヘブライ綺想曲》作品24など）。また、1921年には、テノール独唱と合唱、管弦楽のための《カディッシュ》を作曲している。1920年代の半ばより、モスクワ・ユダヤ劇場のために劇付随音楽も手懸けた。さらに、楽曲構成が厳格で古典的な楽曲や、もしくは著しく「ソ連的な性格」の楽曲も数々存在する。「ソ連的な」カテゴリーの楽曲に、歌劇《ザグムク》（1930年）や、《レーニン追悼の哀歌》（1925年）が含まれるが、さらに皮肉めいた題名の楽曲《ソビエト社会主義共和国連邦、世界の労働者の衝撃的旅団》（1925年）も存在する。

## 主要作品一覧
- ヴィオラとピアノのための《プロローグ》作品2a （1902年-1911年作曲/1927年改訂）
- ピアノのための《5つの前奏曲》作品3 （1903年-1906年）
- 弦楽四重奏のための《詩的四重奏曲》作品9（1909年）
- クラリネットと弦楽四重奏のための《ユダヤのスケッチ》作品12（1909年)
- ピアノ三重奏のための《悲歌》作品16（1913年）
- ソプラノとピアノのための《ゲットーからの3つの歌》作品23 
  - 私のための妹でいておくれ （1916年）
  - 君はいずこに （1917年）
  - 涙 （1915年-16年）
- ヘブライ綺想曲 作品24
- 交響的断章《薔薇と十字架》作品26 (1917年）
- テノール独唱と混声合唱、大オーケストラのための《カディッシュ》作品33（1921年-1922年）
- 交響曲 第1番 作品35（1922年-1925年）
- ピアノ・ソナタ （1925年）
- 声楽とピアノのための《2つのヘブライ歌曲》作品39（1926年）
- 大オーケストラのための《哀歌的頌歌》作品40（1925年-1926年）
- ヴァイオリンとピアノのための《アリア》作品41（1927年）
- 声楽とピアノのための3つの無言歌《装飾》作品42 （1924年/1927年）
- チェロとピアノのための《ユダヤの旋律》作品43（1928年）
- 歌劇《ザグムク》（1929年-1930年）

## 註記
1. ↑   Jonathan Powell. 2003. Begleitheft zur CD Songs from the Ghetto ASV / Sancturay Classics DCA1154.